# SONYワールドネットワーク
『SONYワールドネットワーク』（ソニーワールドネットワーク）は、1984年から1990年代までラジオたんぱ（現・ラジオNIKKEI）で放送されていた情報番組である。ソニーの一社提供。放送時間は毎週土曜 21:00 - 21:30 （日本標準時）。

## 概要
土曜18:00枠で放送されていた『BCLワールドタムタム』（パーソナリティ：タモリ）に替わってスタートしたBCL専門の情報番組。パーソナリティはジェリー・ソーレスが務めていた。
番組は、世界各国の番組を取り上げてリスナーに紹介していた。特に放送局の看板番組については、番組後半でその一部分の音源を紹介していた。

## 関連番組
- BCLジョッキー（TBSラジオ） - 同じくソニーの一社提供で放送されていたBCL専門の情報番組。